# Лъжеисидорови декреталии
Лъжеисидоровите декреталии са сборник от църковни документи, повечето от които напълно фалшифицирани.
Появява се в средата на 9 век в Каролингската империя, за да обоснове върховенството на римския папа над светската власт. Този сборник, заедно с Константиновия дар, е сред най-убедителните фалшификати в западната история на християнството. Навсякъде в сборника се подчертава върховенството на папата в християнския свят.
Вероятно сборникът е изфабрикуван между 847 и 852 г. на територията на Реймското архиепископство. Съставителят на Лъжеисидоровите декреталии е скрит под псевдонима Исидор Меркатор (Isidoris Mercatoris). Сборникът се състои от 3 части:
1. Списък от 60 апокрифни писма или декрети приписани на папите от Климент I (90 – 99?) до папа Милтиад (311 – 314) включително. От тези 60 писма 58 са фалшифицирани. Те започват с писмо от архиепископ Аврелий Картагенски до папа Дамас (366 – 384) с искане да му изпрати писмата на предшествениците на престола на апостолите, което е последвано от уверението на Дамас в отговор на Аврелий, че желаните писма са били изпратени. Тази кореспонденция е трябвало да придаде достоверност на фалшивите декрети, които са дело на Исидор;
2. фалшификат, препращащ към т.нар. „Константинов дар“, а също и галска преработка на един испански сборник за решения на събори;
3. декрети на основно 33 папи, от времето на папа Силвестър I (314 – 335) до папа Григорий I (590 – 604); 30 от тях са безусловно фалшиви.

Документите, влизащи в състава на сборника, утвърждават върховната власт на папата и неговата независимост от светската власт. Според тях папата като приемник на Свети Апостол Петър има пълната власт над църквата. Той е неподвластен на светската власт, а висшата законодателна и съдебна власт на църквата принадлежи не на Съборите или на митрополитите, а единствено на папите. Декреталиите утвърждават и че папата е освободен от отговорност пред хората.
Лъжеисидоровите декреталии стоят в основата на каноническото право и са широко използвани от папите в борбата за върховенство над западноевропейските светски управници. През 15 век немският хуманист Николай Кузански (1401 – 1464) подема критика на папските фалшификати, в това число и на Лъжеисидоровите декреталии. След време те са подложени на критически анализ от страна на група протестантски учени, които написват през 60-те години на 16 век голям антикатолически труд, озаглавен „Магдебургски центурии“, издаден в Базел през 1574 г. в 13 тома.